# 폴 그린가드
폴 그린가드(영어: Paul Greengard, 1925년 12월 11일 ~ 2019년 4월 13일)는 미국의 신경과학자이다. 2000년에 신경계의 신호 전달에 대한 발견으로 아르비드 칼손, 에릭 캔들과 함께 노벨 생리학·의학상을 수상했다.

## 수상 경력
- 1978년 : 딕슨상
- 1991년 : NAS Award in the Neurosciences
- 2000년 : 노벨 생리학·의학상

## 참고 문헌
- Les Prix Nobel. 2001. The Nobel Prizes 2000, Editor Tore Frängsmyr, Nobel Foundation: Stockholm.